# رودي بورغينيون
رودي بورغينيون (بالفرنسية: Rudy Bourguignon)‏ هو منافس ألعاب قوى فرنسي، ولد في 16 يوليو 1979 في Léhon ‏ في فرنسا.

## وصلات خارجية
- رودي بورغينيون على موقع الاتحاد الدولي لألعاب القوى (الإنجليزية)
- رودي بورغينيون على موقع الاتحاد الفرنسي لألعاب القوى (الفرنسية)